# Chris Noth
Christopher David "Chris" Noth (Madison, Wisconsin, 13 de novembro de 1954) é um ator americano. Ele é mais conhecido por seus papéis na televisão como o detetive Mike Logan em Law & Order e Law & Order: Criminal Intent , Peter Florrick em The Good Wife e como Mr. Big em Sex and the City, papel que lhe deu uma indicação ao Golden Globe Awards.

## Vida Pessoal
Em 06 de Abril 2012, Chris Noth casou-se com Tara Wilson, os dois se conheceram quando ela trabalhava em um bar de Nova York, e estavam noivos desde 2009. O casal já é pai de Orion Christopher. A cerimônia aconteceu na  ilha havaiana de Maui.